# Львівська сільська рада
Льві́вська сільська́ ра́да — адміністративно-територіальна одиниця та орган місцевого самоврядування в Бериславському районі Херсонської області. Адміністративний центр — село Львове.

## Загальні відомості
Львівська сільська рада утворена в 1956 році.
- Територія ради: 84,025 км²
- Населення ради: 2 565 осіб (станом на 2001 рік)
- Територією ради протікають річки Дніпро, Козак, Коканнь.

## Населені пункти
Сільській раді підпорядковані населені пункти:
- с. Львове

## Склад ради
Рада складалася з 16 депутатів та голови.
- Голова ради: Варару Людмила Василівна
- Секретар ради: Фаткіна Любов Іванівна

### Керівний склад попередніх скликань
| Прізвище, ім'я, по батькові | Основні відомості                                                 | Дата обрання | Дата звільнення |
| --------------------------- | ----------------------------------------------------------------- | ------------ | --------------- |
| Банів Володимир Миколайович | Сільський голова, 1950 року народження                            | 26.03.2006   | 31.10.2010      |
| Варару Людмила Василівна    | Сільський голова, 1966 року народження, освіта вища, позапартійна | 31.10.2010   |                 |

Примітка: таблиця складена за даними сайту Верховної Ради України

### Депутати
За результатами місцевих виборів 2010 року депутатами ради стали:

#### За суб'єктами висування
| Суб'єкт висування           | Кількість обраних депутатів | %    |
| --------------------------- | --------------------------- | ---- |
| Самовисування               | 7                           | 43,8 |
| Партія регіонів             | 5                           | 31,3 |
| Комуністична партія України | 2                           | 12,5 |
| Єдиний Центр                | 1                           | 6,3  |
| Народна партія              | 1                           | 6,3  |

#### За округами
| № округу                    | Прізвище, ім'я, по батькові     | Дата визнання обраним | Освіта  | Партійна приналежність            | Відомості про обраного депутата                                |
| --------------------------- | ------------------------------- | --------------------- | ------- | --------------------------------- | -------------------------------------------------------------- |
| Єдиний Центр                |                                 |                       |         |                                   |                                                                |
| 7                           | Білошапка Наталія Анатоліївна   | 01.11.2010            | вища    | член Єдиного Центру               | приватний підприємець                                          |
| Комуністична партія України |                                 |                       |         |                                   |                                                                |
| 8                           | Восколович Сергій Володимирович | 01.11.2010            | середня | член Комуністичної партії України | пенсіонер                                                      |
| 14                          | Пелюк Людмила Іванівна          | 01.11.2010            | середня | член Комуністичної партії України | Львівська сільська бібліотека, бібліотекар                     |
| Народна Партія              |                                 |                       |         |                                   |                                                                |
| 6                           | Фаткіна Любов Іванівна          | 01.11.2010            | вища    | член Народної партії              | Бериславський територіальний центр, соціальний працівник       |
| Партія регіонів             |                                 |                       |         |                                   |                                                                |
| 1                           | Агєєнко Олена Олександрівна     | 01.11.2010            | вища    | член Партії регіонів              | Львівський дитячий садок, в.о. завідувачки                     |
| 3                           | Петручок Світлана Павлівна      | 01.11.2010            | середня | член Партії регіонів              | тимчасово не працює                                            |
| 9                           | Бицюра Тетяна Миколаївна        | 01.11.2010            | середня | член Партії регіонів              | Львівська лікарська амбулаторія, акушерка                      |
| 15                          | Кабак Володимир Юрійович        | 01.11.2010            | середня | член Партії регіонів              | Агентство «Глобус», страховий агент                            |
| 16                          | Чугуєв Іван Іванович            | 01.11.2010            | вища    | член Партії регіонів              | тимчасово не працює                                            |
| Самовисування               |                                 |                       |         |                                   |                                                                |
| 2                           | Костюк Андрій Павлович          | 01.11.2010            | середня | позапартійний                     | ВАТ «Укртелеком», електромонтер                                |
| 4                           | Воскобойник Анатолій Іванович   | 01.11.2010            | вища    | позапартійний                     | «Агро Капітал», механік                                        |
| 5                           | Гусарова Людмила Семенівна      | 01.11.2010            | вища    | позапартійна                      | пенсіонер                                                      |
| 10                          | Козодой Олександр Іванович      | 01.11.2010            | середня | позапартійний                     | Львівський будинок культури, директор                          |
| 11                          | Жильцова Наталія Михайлівна     | 01.11.2010            | вища    | позапартійна                      | Львівський дільничний пункт ветеринарної медицини, завідувачка |
| 12                          | Скок Олександр Володимирович    | 01.11.2010            | вища    | позапартійний                     | Львівська сільська рада, землевпорядник                        |
| 13                          | Дармостук Сергій Васильович     | 01.11.2010            | середня | позапартійний                     | приватний підприємець                                          |